# Frank Rehfeldt
Frank Rehfeldt (* 4. September 1914 in Güsten, Sachsen-Anhalt; † 16. Dezember 1994 in Deutschland) war ein deutscher Schauspieler bei Bühne und Film.

## Leben und Wirken
Rehfeldt erhielt nach seinem Abschluss an der Oberrealschule von 1933 bis 1935 seine künstlerische Ausbildung an der Folkwangschule in Essen. Anschließend nahm er, nur unterbrochen von kurzer Kriegsdienstzeit (1944/45) und anschließender Gefangenschaft (1945), Theaterverpflichtungen nach Bochum (1936 bis 1941), Straßburg (zur Zeit der deutschen Besetzung 1941 bis 1944), erneut Bochum (1946), Göttingen (1947/48), München (1949), Kiel (1949 bis 1951), Wuppertal (1951 bis 1953) und Dortmund (ab 1953) an. Spätere Verpflichtungen führten Rehfeldt auch in die Großstädte Hamburg, erneut München und Frankfurt am Main. Außerdem kam er auch Gastverpflichtungen nach.
In jenen frühen Jahren spielte Frank Rehfeldt unter anderem den Schäferhanns in Florian Geyer, den Mutschemann in Das kleine Hofkonzert, den Pfarrer Evans in Die lustigen Weiber von Windsor, den Straker in Mensch und Übermensch, den Narren in König Lear, den Pozzo in Warten auf Godot und den Humphrey in Die Dame ist nicht fürs Feuer.
Seit 1962 sah man Rehfeldt mit kleinen Rollen auch in einer Reihe von Fernsehspielen, zuletzt auch in Serien wie Kleinstadtbahnhof und deren Fortsetzung Neues vom Kleinstadtbahnhof, wo er den Apotheker des Orts verkörperte. Es sollte Rehfeldts letzte Arbeit vor der Kamera werden. Nach 1973 verschwand er aus dem Blickfeld der Öffentlichkeit.

## Filmografie
- 1962: Alle Macht der Erde
- 1962: Bedaure, falsch verbunden
- 1963: Die fünfte Kolonne – Null Uhr Hauptbahnhof
- 1963: Zwei schwarze Mäuse
- 1964: Unterm Birnbaum
- 1964: Die fünfte Kolonne – Der Gast
- 1964: Die erste Legion
- 1966: Space Ryder SR-447 (Hörspiel)
- 1967: Der Reichstagsbrandprozeß
- 1969: Fragestunde
- 1969: Stewardessen (TV-Serie, eine Folge)
- 1970: Biografie – Ein Spiel
- 1971: Aufstiegschancen
- 1972: Kleinstadtbahnhof (TV-Serie, durchgehende Rolle)
- 1973: Neues vom Kleinstadtbahnhof (TV-Serie, durchgehende Folgen)